# 塞加尔特
塞加尔特，是西班牙巴伦西亚自治区巴伦西亚省的一个市镇。总面积7平方公里，总人口211人（2001年），人口密度30人/平方公里。